# 卡特琳·達·科斯塔謀殺案
卡特琳·達·科斯塔（瑞典語：Catrine da Costa）是一名於1984年7月間遭到謀殺的瑞典妓女，其遺骸於該月下旬與隔月初在瑞典首都斯德哥爾摩北方的自治市索爾納被人發現。達·科斯塔的遺體遭到分屍，部分裝在塑膠袋內的屍塊於1984年7月18日與8月7日在兩處相距一公里遠的地方被發現。這起案件在瑞典國內稱為「分屍謀殺案審判」（Styckmordsrättegången）。由於受害者的主要器官與頭顱均尚未尋獲，因此仍無法斷定其死因。

## 背景
1984年春季，在斯德哥爾摩從事性交易工作的卡特琳·達·科斯塔於該年6月10日五旬節當天（或數日後）失蹤。7月18日，部分遭肢解的屍體在斯德哥爾摩近郊的索爾納市一處高速公路高架橋下被人發現；稍後於8月7日，又有數袋屬於相同遺體的器官在距離前述地點一公里遠的卡羅琳學院附近被發現。警方依據遺體的指紋確認了其就是失蹤的達·科斯塔。不過，遺體的頭顱、內臟、一邊的乳房與生殖器官卻從未尋獲，因此警方無法判定死者的死因。
不久後，卡羅琳學院鑑識實驗室的病理學家提耶特·哈爾姆（Teet Härm） 被警方懷疑涉嫌犯罪。哈爾姆時常召妓，且其中一處受害者遺體的棄置地點便是他的工作地點。哈爾姆後來於1987年下半年被捕，不過在後續的審判中獲釋。
與此同時，普通科醫生托馬斯·阿根的妻子報警表示其丈夫可能性侵過他們17個月大的女兒。小兒科檢驗並未檢出任何性侵跡象，托馬斯·阿根與其妻子也於1984年下半年離婚。1985年，阿根的妻子再次向警方表示其女兒不斷提到她曾目睹一件分屍案。由於病理學家哈爾姆與阿根醫師均彼此認識，警方遂將此線索連結至此案。本案後續的起訴與審判很大程度上皆是依照阿根醫師當時年僅兩歲半的女兒所說的故事、經母親加以整理建構後再由一位兒童心理學家與一位兒童精神科醫師評估後形成的。
1986年2月28日，時任瑞典首相的奧洛夫·帕爾梅遇刺，警方遂集中資源調查，使本案的調查工作延宕。哈爾姆與阿根於1987年秋季雙雙被捕，並於1988年1月出庭受審。

## 審判
第一場庭審的一位陪審員於1988年3月9日接受瑞典當地報紙《晚報》的訪問時對法庭的正當性做出了評論；法庭因此宣告該場審判為「無效審理」。在第二場庭審中，法院要求瑞典國家健康福利委員會介入調查此案；後者稍後表示達·科斯塔的死因不詳。由於死亡原因不能判定，法院也就無法證明受害者係死於他殺，遂將哈爾姆與阿根二人無罪釋放。雖然在判決書中法院認定兩人確有肢解受害者遺體，但因起訴時已逾越追訴時效，因此法院未加以判決。
1989年5月23日，瑞典醫療疏失的主管機關醫療照護責任委員會廢止了哈爾姆與阿根二人的執業執照，且此項決定於1991年的上訴審理中獲得上級法院的認同。哈爾姆與阿根二人就此事向包括瑞典最高法院、瑞典最高行政法院與歐洲人權法院在內的眾多法院提起上訴，但皆敗訴。

## 後續
本案成為許多書籍、調查論文與電視紀錄片的背景。瑞典記者佩爾·林德貝格（Per Lindeberg）於1999年出版了其著作《死亡是一個人》（Döden är en man），並在書中質疑警方的調查，同時主張哈爾姆與阿根二人是這場審判的受害者，其中部分原因來自於媒體大張旗鼓的報導。2003年，同為記者的拉爾斯·柏格納斯（Lars Borgnäs）出版了《真相不常來訪》（Sanningen är en sällsynt gäst），反駁林德貝格的論點，並主張達·科斯塔是遭一位連環殺手殺害的。
2006年，哈爾姆與阿根二人向行政主管機關請求4000萬瑞典克朗的損害賠償以補償兩人自案發至今因無法執業所受的收入損失與受損的名譽。兩人的請求遭到大司法官以如此龐大數目的請求金額應由法院裁定為理由駁回。
2007年4月3日，哈爾姆與阿根二人的律師向阿圖恩達（Attunda）下級法院提起3500萬瑞典克朗的損害賠償訴訟。2009年11月30日法院開庭審理，並於聖誕節前夕即審理完畢。2010年2月18日，法院作出判決，認定兩人並未遭受損害，故無權請求。達·科斯塔謀殺案也是瑞典記者史迪格·拉森創作《龍紋身的女孩》的靈感來源。